# Jason Leaver
Jason Leaver est un réalisateur, auteur et cinématographe canadien (région de Toronto), actif dans le monde de la websérie.
Il est connu principalement comme le concepteur de la websérie LGBT Out with Dad.

## Filmographie

### Webséries
- 2010- : Out with Dad (OWD, inclus Vanessa's Story)[1] : écriture, réalisation, production, caméra, photographie, édition, effets visuels (& "guest star")
- 2012 : The Gate[2] : réalisation & édition (& "guest star")
- 2012-2013 : Clutch[3] : co-réalisation
- 2013 : Leslieville [4] : caméra, photographie, effets visuels.
- 2013-2014 : Pete Winning and the Pirates[5] : co-réalisation, co-photographie, co-production

## Nominations et Distinctions
La série a obtenu les nominations et reçu les distinctions personnelles suivantes (non compris les récompenses pour OWD) :
| Récompenses       | Total       | Total | 2011 | 2011 | 2012 | 2012 | 2013 | 2013 | 2014 | 2014 | 2015    | 2015    |
| Récompenses       | Nominations | Prix  | Nom. | Pr.  | Nom. | Pr.  | Nom. | Pr.  | Nom. | Pr.  | Nom.    | Pr.     |
| ----------------- | ----------- | ----- | ---- | ---- | ---- | ---- | ---- | ---- | ---- | ---- | ------- | ------- |
| Indie Soap Awards | 14          | 0     | 2    | 0    | 1    | 0    | 4    | 0    | 3    | 0    | 4       | inconnu |
| LA WebFest        | ---         | 7     | Sél. | 2    | Sél. | 3    | Sél. | 1    | Sél. | 1    | inconnu | inconnu |
| Indie Intertube   | .           | 1     | .    | .    | Sél. | 1    | .    | .    | .    | .    | .       | .       |

### 2011
2e Indie Soap Awards (2011) (un seul gagnant dans la même catégorie)
- Nominations[8] :
  - Écriture Remarquable (Outstanding Writing) pour "Out with Dad"
  - Réalisation Remarquable (Outstanding Directing) pour "Out with Dad"

LA Web Series Festival 2011 (prix multiples dans la même catégorie)
- Récompenses :
  - Écriture Remarquable dans une Série Dramatique (Outstanding Writing in a Drama Series) pour "Out with Dad"
  - Photographie Remarquable dans une Série Dramatique (Outstanding Cinematography in a Drama Series) pour "Out with Dad"

### 2012
3è Indie Soap Awards (2012) (un seul gagnant dans la même catégorie)
- Nominations[10] :
  - Meilleure Écriture, Drame (Best Writing (Drama), 2e nom.) pour "Out with Dad"

LA Web Series Festival 2012 (prix multiples dans la même catégorie)
- Récompenses :
  - Réalisation Remarquable dans une Série Dramatique (Outstanding Direction in a Drama) pour "Out with Dad"
  - Écriture Remarquable dans une Série Dramatique (Outstanding Writing in a Drama Series, 2e fois) pour "Out with Dad"
  - Photographie Remarquable dans une Série Dramatique (Outstanding Cinematography in a Drama Series, 2e fois) : Jason Leaver & Bruce Willian Harper pour "Out with Dad"

2012 Indie Intertube (un seul gagnant dans la même catégorie)
- Récompense :
  - Meilleure Écriture Remarquable dans un Drame (Best Writing in a Drama) pour "Out with Dad"

### 2013
4è Indie Soap Awards (2013) (un seul gagnant dans la même catégorie)
- Nominations[12]:
  - Meilleure Écriture, Drame (Best Writing (Drama), 3e nom.) pour "Out with Dad"
  - Meilleure Réalisation, Drame (Best Directing (Drama), 2e nom.) pour "Out with Dad"
  - Meilleure Édition, tous (Best Editing (All shows), 1re nom.) pour "Out with Dad"
  - Meilleure Photographie, tous (Best cinématographie (All shows)) : Bruce William Harper & Jason Leaver pour "Out with Dad"

LA Web Series Festival 2013 (prix multiples dans la même catégorie)
- Récompenses :
  - Écriture Remarquable dans une Série Dramatique (Outstanding Writing in a Drama Series, 3e fois) pour "Out with Dad"

### 2014
5è Indie Soap Awards (2014) (un seul gagnant dans la même catégorie)
- Nominations[13] :
  - Meilleure Réalisation, Drame (Best Directing (Drama), 3e nom.) pour "Out with Dad"
  - Meilleure Bande Originale, tous (Best Soundtrack (All shows)) : Adrian Ellis, Rebecca Rynsoever et Jason Leaver pour "Out with Dad"
  - Meilleurs effets visuels (Best Visual Effects) : Animation by Natalie Garceau, V.E. par Jason Leaver and Dan Turner pour "Out with Dad"

LA Web Series Festival 2014 (prix multiples dans la même catégorie)
- Récompenses :
  - Son Remarquable (Outstanding Sound Design) pour "Out with Dad"

### 2015
6è Indie Soap Awards (2015) (un seul gagnant dans la même catégorie)
- Nominations[14] :
  - Meilleure Écriture, Drame (Best Writing (Drama), 4e nom) pour "Out with Dad"
  - Meilleure Édition (Best Editing (All shows), 2e nom) pour "Out with Dad"
  - Meilleurs effets visuels (Best Visual Effects (All shows)) pour "Vanessa's Story"
  - Meilleure réalisation (Best Directing (Drama), 4e nom.) pour "Pete Winning and the Pirates" (avec Mike Donis et Navin Ramaswaran)